# لوک نوریس
لوک نوریس (انگلیسی: Luke Norris؛ زادهٔ سپتامبر ۱۹۸۵) بازیگر است. وی از سال ۲۰۰۸ میلادی تاکنون مشغول فعالیت بوده‌است.
از فیلم‌ها یا برنامه‌های تلویزیونی که وی در آن نقش داشته است می‌توان به پولدارک اشاره کرد.